# كاسابولا
كاسابولا (بالنابولية: Casapùllë) هي بلدية في مقاطعة كزرتة في منطقة كمبانية، إيطاليا، تبعد حوالي 4 كيلومتر (2 ميل) غرب كزرتة.
تتشارك بلدة كاسابولا حدود بلدية كاساجيوف وكورتي وماكيراتي كامبانيا وريكالي وسان بريسكو.